# 関西大学商学部
関西大学商学部（かんさいだいがく しょうがくぶ、英称:Faculty of Business and Commerce ）は、関西大学に設置されている学部の一つ。

## 概要
関西大学商学部は、1906年（明治39年）に商都・大阪の要請に応えて大学科および専門科の中に設置された「商業学科」が起源である。
1922年（大正11年）の大学令によって関西大学が発足した時、この商業学科は商学部に改組され、関西大学商学部がスタートした。2006年（平成18年）、関西大学商学部は設置100周年を迎えた。
関西大学商学部のカリキュラムは、学生が将来のキャリアビジョンを見据えながら、職業分野と直結した実践的な内容を学べるように設置されている。まずは商学の基本的な知識をしっかり習得した上で、分野別の5つの専修から1つを選択するようになっている。関西大学商学部の５つの専修は、「流通専修」、「ファイナンス専修」、「国際ビジネス専修」、「マネジメント専修」、「会計専修」で構成される。
関西大学商学部では、「文理融合」や「産学連携」などのプロジェクトに基づく学習（PBL：Project Based Learning）は学生たちへの教育的効果が大きいと考えている。理工学部の教員や企業等と協同して、それらの持つ技術の課題、それに対する解決案（商品やサービスのプロトタイプ）を提示し、それに対する反応のデータを収集して、有望なビジネスプランやアイデアを出すプロジェクトも用意されている。

## 沿革
- 1886年（明治19年） - 関西大学の前身である関西法律学校が創設された。
- 1904年8月 - 本科に経済学科を増設
- 1904年8月 - 社団法人私立関西大学に改組・改称
- 1906年（明治39年） - 商都・大阪の要請に応えて大学科および専門科の中に商業学科が設置された。
- 1922年（大正11年）6月 - 大学令によって関西大学が発足。その時、商業学科は商学部に改組され、関西大学商学部がスタートした。
- 1924年4月 - 商学部に経済学科を増設
- 1924年8月 - 商学部を経済学部と改称
- 1935年3月 - 経済学部を経商学部（経済学科・商業学科）と改称
- 1945年1月 - 経商学部を経済学部と改称、商業科を廃止
- 1948年（昭和23年）4月 - 新制大学の関西大学が誕生し、法学部、文学部、経済学部とともに商学部が設置される。
- 2006年4月 - 会計専門職大学院を開設。
- 2006年（平成18年）5月 - 関西大学商学部が設置100周年を迎える。
- 2008年（平成20年）4月 - 関西大学商学部に「専修制」（流通、ファイナンス、国際ビジネス、マネジメント、会計の5専修）を導入。

## 組織
学部
- 商学部
  - 商学科
    - 流通専修
    - ファイナンス専修
    - 国際ビジネス専修
    - マネジメント専修
    - 会計専修

（学生は3年次に希望する専修を選択）
大学院
- 商学研究科（博士前期課程・博士後期課程）
  - 前期課程
    - 商学専攻
      - 研究者コース
      - 専門職コース

  - 後期課程
    - 商学専攻
    - 会計学専攻

## 学部長
- 岸谷和広

## 刊行物
関西大学商学部は、日頃の研究成果を発表する為に以下の冊子を定期的に刊行している。
- 「リサーチガイド商学」

- 「商学論集」

- 「研究論文論題集」

## 関連組織
- 関西大学経済・政治研究所

## 出身者
- 福田麻貴（3時のヒロイン）
- 大久保朋美 - プロ雀士

## 交通アクセス
千里山キャンパス
- 所在地：大阪府吹田市山手町3-3-35
- 阪急電鉄千里線「関大前駅」で下車、大学正門までは徒歩約5分。